# Fortuynia (pajęczaki)
Fortuynia – rodzaj roztoczy z kohorty mechowców i rodziny Fortuyniidae.
Rodzaj ten został opisany w 1960 roku przez Leenderta van der Hammena. Gatunkiem typowym wyznaczono Fortuynia marina.
Mechowce te odznaczają się zespołem rurek i kanałów pomiędzy biodrami a botridiami, znanymi jako narząd van der Hammena. Szczeciny notogastralne występują w liczbie 14 par, genitalne 5 par, aggenitalne 1 pary, analne 2 par, a adanalne 3 par. Brak szczecin interlamellarnych. Odnóża są jednopalczaste.
Rodzaj rozprzestrzeniony w całej strefie tropikalnej i subtropikalnej.
Należy tu 12 opisanych gatunków:
- Fortuynia arabica Bayartogtokh, Chatterjee et Chan, 2009
- Fortuynia atlantica Krisper et Schuster, 2008
- Fortuynia elamellata Luxton, 1967
- Fortuynia inhambanensis Marshall et Pugh, 2002
- Fortuynia longiseta Pfingstl, 2015
- Fortuynia maculata Luxton, 1986
- Fortuynia maledivensis Pfingstl, 2015
- Fortuynia marina Hammen, 1960
- Fortuynia rotunda Marshall et Pugh, 2002
- Fortuynia sinensis Luxton, 1992
- Fortuynia taiwanica Bayartogtokh, Chatterjee e Ingole, 2009
- Fortuynia yunkeri Hammen, 1963